# 헤클러운트코흐 MP5K

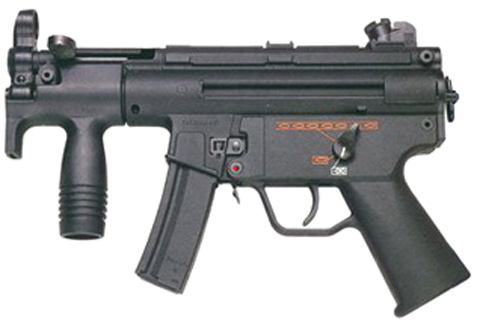
표준 MP5K

헤클러 운트 코흐 단축형 5호 기관단총(독일어: Heckler & Koch Maschinenpistole 5 Kurz; HK MP5K 헤클러 운트 코흐 마쉬넨피스톨레 퓐프 쿠르츠; 하카 엠페 퓐프 카[*])는 헤클러&코흐에서 제작하고 1976년에 소개된 기관단총으로, 헤클러&코흐 MP5의 길이를 단축시킨 변형이다. MP5와 비교했을 때 큰 차이점으로는 개머리판의 부재, 수직 손잡이, 작은 크기를 들 수 있다. 15, 30발의 9mm 탄창을 사용한다.

## MP5K PDW

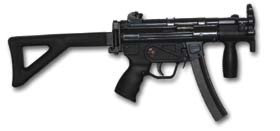
MP5K PDW의 모습

MP5K PDW(Personal Defense Weapon)는 접이식 개머리판을 가지고 있다.

## 대중 문화
- 게임
  - PC Game 콜 오브 듀티: 모던 워페어 2에 등장한다.
  - PC Game 콜 오브 듀티: 블랙 옵스에 등장한다.
  - PC Game 배틀그라운드와 배틀그라운드 모바일에서 비켄디, 카라킨 전용 SMG MP5K로 등장한다.
  - 뉴스테이트 모바일에서 필드드랍 SMG MP5K로 등장한다.
  - 로블록스의 팬텀포스라는 슈팅게임에서 처음 시작하면 잠금 해제되는 총기로 등장한다.

## 같이 보기
- 헤클러&코흐 MP5
- 헤클러&코흐 MP7
- 헤클러&코흐 UMP